# Sepulcro-Hilario
Sepulcro-Hilario es un municipio y localidad española de la provincia de Salamanca, en la comunidad autónoma de Castilla y León. Se integra dentro de la comarca de Ciudad Rodrigo y la subcomarca del Campo de Yeltes, que forma parte de la inmensa llanura del Campo Charro.
Su término municipal está formado por un solo núcleo de población, ocupa una superficie total de 39,95 km² y según los datos demográficos recogidos en el padrón municipal elaborado por el INE en el año 2017, cuenta con una población de 181 habitantes.

## Símbolos

### Escudo
El escudo heráldico que representa al municipio fue aprobado el 12 de marzo de 1998 con el siguiente blasón:

«Escudo partido. Primero, de gules con un báculo episcopal de plata, puesto en palo, y surmontado de una mitra de lo mismo. Segundo, de plata con tres encinas de sinople, arrancadas y hojadas, puestas en palo. Al timbre, la Corona Real Española»
Boletín Oficial del Estado nº 90 de 15 de abril de 1998

Una de las diferencias principales respecto al anterior escudo es la eliminación de la imagen de un sepulcro, que estaba colocado en la parte izquierda del escudo (donde hoy está el báculo y la mitra obispal), y que procede del nombre dado a la población tras el descubrimiento de un sepulcro que pertenecía al Obispo Hilario (ver historia). Se puede ver una imagen histórica del antiguo escudo en el ayuntamiento de la ciudad.[cita requerida]

### Bandera
La bandera municipal fue aprobada el 31 de julio de 1998 con la siguiente descripción textual:

«De plata brochante del escudo concejil propio y significativo; timbrado de la Corona Real Española cerrada y flanqueada de dos fajas perpendiculares de sinople, con un ancho cada una de una parte de las cinco que suman todo el campo»
Boletín Oficial de Castilla y León nº 189 de 1 de octubre de 1998

## Geografía
Sepulcro-Hilario es un pueblo salmantino enclavado en el Campo Charro. Pertenece a la comarca de Ciudad-Rodrigo. Limita al norte con Martín de Yeltes y Cabrillas al este con Abusejo y Tamames con quien limita al sur junto con Puebla de Yeltes y al oeste Puebla de Yeltes y Aldehuela de Yeltes. Está a una altitud de 832 metros sobre el nivel del mar. Su población de unos trescientos habitantes aunque en el siglo pasado llegó e tener más de mil. Sus fiestas son San Blas el patrón del pueblo y Corpus Cristi. Tiene una superficie de algo más de cuarenta km cuadrados. Está a una distancia de 32 km de Ciudad-Rodrigo y 65 de Salamanca.
Es un pueblo eminentemente agrícola y ganadero con abundantes pastos y la tierra sin ser de primera calidad es bastante generosa. Es de destacar el barro colorado sobre el que se asienta todo el término municipal idóneo para la fabricación de tejas y ladrillos. Había dos cerámicas que han desaparecido y ahora se transporta el barro en camiones a Ciudad-Rodrigo.

### Las Barrizas
Las Barrizas es un paraje cercano al casco del pueblo podemos decir emblemático de Sepulcro-Hilario. Se trata de una ladera bastante pronunciada que es un filón enorme de barro colorado igual que el subsuelo en el que se asienta la mayor parte del término del pueblo. Este barro impermeable hace que las charcas conserven el agua muy bien. Las aguas a través del tiempo ha formado en Las Barrizas profundos barrancos y depresiones no exentas de belleza. Se encuentran entre los prados del Regato y la dehesa Boyal del ayuntamiento y han sido de siempre un lugar propicio de innumerables y diversas correrías infantiles y juveniles. Su compacto barro colorado ha sido y es la materia prima para la fabricación de tejas y ladrillos. También lo han llevado para Ciudad-Rodrigo, pues mezclado con la lata y paja al cocerlo en el horno hace que la lata adquiera un tono dorado de mucha dureza ideal para la fabricación de cencerros y zumbos para el ganado al mismo tiempo que mejora el sonido.

### Dehesa del Cristo de la Laguna
Dehesa del Cristo de la Laguna, radicante en el término de Aldehuela de Yeltes partido judicial de Ciudad-Rodrigo, provincia de Salamanca, linda al norte y al este con Sepulcro-Hilario y al oeste con Aldehuela de Yeltes y Robliza de Yeltes. Está compuesta de monte de encina y pastos, una gran laguna, ermita del Santísimo Cristo y edificios. Tiene una extensión de mil doscientas noventa y nueve hectáreas y treinta y ocho áreas.
TÍTULO
Fue adquirida por herencia de sus padres los Excms. Señores D. Celedonio Miguel Gómez y D.ª Emilia Mota Castaño, protocolada ante el notario de Salamanca D. Sebastián Gorjón con fecha seis de diciembre de mil ochocientos noventa y tres. Inscrita en el registro de Ciudad-Rodrigo al folio doscientos cuarenta y tres del tomo tercero.
NÚMERO DOS MIL CIENTO DIEZ Y SEIS
En Madrid a cinco de octubre de mil novecientos treinta y cuatro. Ante mí: D. Cándido Casanueva y Borjón notario de los ilustres Colegios de esta capital.
Se reúnen para formalizar la compra de la mitad de la finca llamada cuarto de arriba de cuatrocientas noventa y siete hectáreas con exclusión únicamente de la ermita por calificarse de casa religiosa excluida del comercio de los hombres
COMPARECEN
De una parte
D. José Miguel Mota casado con D.ª Carmen Aparicio Manzano vecinos de Aldehuela de Yeltes en calidad de vendedor
De Otra en calidad de compradores:
D. Tristán Castaño Martín casado con doña Maria Antonia de las Nieves Sánchez Cilleros con diez partes, D Evaristo Hernández Rodríguez casado con doña Laureana Martín Ramos con una parte. D. José Manuel Carpio Laso casado con doña María Luisa Torres Martín, con una parte. D. José Manuel Hernández Rodríguez casado con doña Laura Torres Martín con una parte. D. Juan Torres Martín casado con doña Isabel Ratero Cilleros con media parte. D. Miguel Martín Hernández casado con doña Melchora Martín Cavero con media parte. D. Bernabé Hernández Rodríguez casado con doña Isidora Martín Hernández con una parte´
D. Nicasio Sánchez Martín casado con doña Saturnina Sánchez Cilleros con parte y media. D, José Antonio Maza Hernández casado con doña Guadalupe Merino Sánchez con media parte. D. Lisado Merino Sánchez soltero con media parte. D. Inocencio García Grande casado con doña Aurelia Merino Sánchez con media parte. D. Manuel García Grande casado con doña Benita Benito Arroyo con media parte. D. Santiago Hernández Carpio casado con doña Inés Laso Grande con parte y media. D. Emilio Hernández Carpio casado con doña Eleuterio Rodríguez con media parte. D. Bruno Vasallo Mateos casado con doña Adelfa Hernández Laso con media parte. D. Rogelio Pascual Moreno casado con doña Laureana Rubio Bordarlo con un cuarto. D.ª Inés Ratero Martín viuda con media parte. D. Fernando Ratero Persona casado con doña Santiago Matías Martín con media parte. D. Guillermo Ratero Matías casado con doña Aurora Fuentes Calvo con un cuarto. D. Manuel ratero Matías casado con doña Elvira Martín Fuentes con media parte. D. Sebastián García Sánchez casado con doña Francisca Matías Rodríguez con un cuarto. D. Francisco Martín Miguel casado con doña Rosaura García Matías con media parte. D. Manuel Laso Grande casado con doña Mª Vicenta Calvo Hernández con un cuarto de parte. D. Cayetano García Martín casado con doña María Bernal Rodríguez un cuarto. D. Amador Martín Grande casado con doña Santiago Mateos Torres con una parte. D. Eladio Ratero Martín casado con doña Florencia Martín Grande con una parte D. Miguel Ratero Martín casado con doña Encarnación Hernández Rodríguez con un cuarto. D. Juan Borrego Manzano casado con doña Melchora Torres Martín con media parte. D. José Cilleros Panadero casado con doña Catalina García Torres con media parte. D. Alejandro Santos Martín casado con doña Piedad Sagrado Martín con media parte. D. Iluminado Martín Cavero viudo con media parte. D. Eugenio Martín Martín casado con doña Amelia Miguel Martín con una parte. D. Celestino García Martín casado con doña Obdonila Matías Cavero con un cuarto. D. Florencio Laso Calvo casado con doña Manuela Berdejo García con un cuarto. D. José Manuel Ratero Martín casado con doña Agustina Martín Hernández con un cuarto...D. Manuel Castilla Grande casado con doña María Hernández Martín con una parte. D. Fabriciano Castilla Grande casado con doña María Miguel Martín con una parte... Miguel Castilla Grande casado con doña Emerenciana Grande Cavero con una parte. Ceferino Carpio Fuentes casado con doña Catalina Martín Grande con una parte. D. Casamiro Mateos Fraile casado con doña Francisca Miguel Martín con una parte. D.ª Josefa Vicente Bravo con media parte. D. Miguel Hernández Hernández casado con doña Francisca Ratero Frontados con un cuarto. D. Salustiano Sagrado Fraile casado con doña Joaquina Carpio Sánchez con media parte. D. Manuel Sagrado Carpio casado con doña Francisca Movellán Fuentes con media parte. D. Manuel Sánchez Mateos con media parte. D. Sigifredo Vicente Villalta casado con doña Petra chaves Sánchez de Aldehuela con una parte. D. Francisco Martín Hernández casado con doña Consolación Sánchez García con un cuarto.
D. Víctor García Hernández casado con doña Jovita Pascual Moreno con una parte. D. Manuel González Velázquez casado con doña María García Matías con una parte. D. Jerónimo Ramos Hernández casado con doña Francisca Martín Grande con una parte. D. Juan Francisco Carpio Laso casado con doña Francisca Martín Grande con un cuarto. D. Waldo García Bordarlo casado con doña Julia Benito Arroyo con una parte. D. Manuel Ratero Martín casado con D.ª Clara González García el último. Todos tienen la capacidad legal necesaria para otorgar la presente escritura de mandato, libre y espontáneamente. DICEN. Que cada uno de los comparecientes confieren poder especial tan amplio y bastante como el Derecho se requiera y sea necesario a favor de D. Tristán Castaño Martín, D. Manuel Ratero Martín, D. José Manuel Carpio Laso, D. Emilio Hernández Carpio y D. Víctor García Hernández.
Entre las condiciones de venta estipuladas se fija el precio en setecientas mil pesetas que serán pagadas en siete anualidades el primero de agosto de los años 1936 a 1942 ambos inclusive más un interés del cinco y medio por ciento anual sobre la cantidad que se adeude todo ello en efectivo metálico en el domicilio que el señor Mota tiene en Salamanca.
La falta de pago de cualquier anualidad o de sus intereses en el día de su convenida efectividad concedería el derecho al vendedor para dar por resulta la venta quedando en beneficio del mismo y en concepto de indemnización de daños y perjuicios las cantidades que tuviera percibidas a cuenta del precio, debiendo consentir los compradores la nueva posesión de la finca por el vendedor sin oponerle obstáculo ni excepción alguna.
El 17 de abril de 1936 los compradores solo han entregado a D-José Miguel Mota para el pago de las 297.439 pesetas que en dicha fecha le adeudaban del precio de venta las siguientes cantidades:
Año 1936	año 1937	año 1938	año 1939
38.445	        16.416	        15.693	        32.000,
Que suman 102.554.
Por consiguiente los compradores no han cumplido la obligación que contrajeron de pagar al vendedor las expresadas 297.439 pesetas en siete anualidades de 42.491 pesetas el día 1º de agosto de cada año de 1936 a 1940, ambos inclusive más un interés de un cinco y medio por ciento sobre la cantidad principal que en cada anualidad se adeude. Las entregas no han alcanzado la cantidad estipulada y no han satisfecho ni una sola peseta de los intereses.
Los compradores de la finca solicitaron y obtuvieron un préstamo de cien mil pesetas a D. Tomás Casanueva Gil del cual pagaron 50.000 pesetas al hacer la escritura de compraventa al señor Miguel Mota. El incumplimiento por parte de los compradores irroga al Sr, Mota los siguientes perjuicios: Por rentas o intereses de la finca dejados de percibir desde octubre de 1934 21.000 pesetas; por el valor de las cortas realzadas por los compradores, 50.000 pesetas; por la hipoteca constituida sobre la finca para asegurar el pago de las 100.000 pesetas que le prestó D. Tomás Casanueva 100.000 pesetas; Por intereses del préstamo desde 5 de octubre de 1934 48.000 pesetas. Por intereses del préstamo concedido de 125.000 pesetas por el Banco Hipotecario de España 45.000 pesetas total 4.090. Como el precio de la finca fue de 700.000 pesetas, deducidas 225.000 de Banco Hipotecario, quedan 475.000. Los demandados por el Sr. Mota tenían entregadas hasta el 27 de abril de 2936 177.561. Le faltaban por tanto 290.439. En definitiva, que por falta de pago y en virtud del convenio de ambas partes contratantes, queda en beneficio del vendedor en concepto de indemnización de daños y perjuicios las cantidades que tiene percibidas 280.105 que no alcanza a cubrir las 453.090 a que alcanzan los perjuicios causados. No obstante el Sr. Mota renuncia a percibir la diferencia tanto por liberalidad. como por la imposibilidad de hacerla efectiva.

## Historia
La fundación de Sepulcro-Hilario se remonta a la repoblación efectuada por los reyes de León en la Edad Media, quedando encuadrado en la Diócesis de Ciudad Rodrigo tras la creación de la misma por parte del rey Fernando II de León en el siglo XII, denominándose ya en 1480 "Sepulcrohilario". Esta amplia zona en la que vivimos, durante buena parte de la Reconquista estuvo deshabitada, era zona de nadie. Solo los valientes caballeros pardos vivían en ella con gran peligro. Era zona de correrías, razias, intermedia entre los reinos cristianos y los musulmanes. Fue repoblada por Raimundo de Borgoña, príncipe francés casado con Urraca I de León, hija del rey Alfonso VI de León y madre de otro monarca leonés, Alfonso VII. Para la repoblación trajo gentes del norte pero sobre todo de Francia. De ahí los nombres de Peña de Francia, que era un monumento celta cristianizado en el siglo XIII y apellidos tan corrientes en esta comarca como Gascón, Garzón, Cascón, etc., que denotan la procedencia francesa.

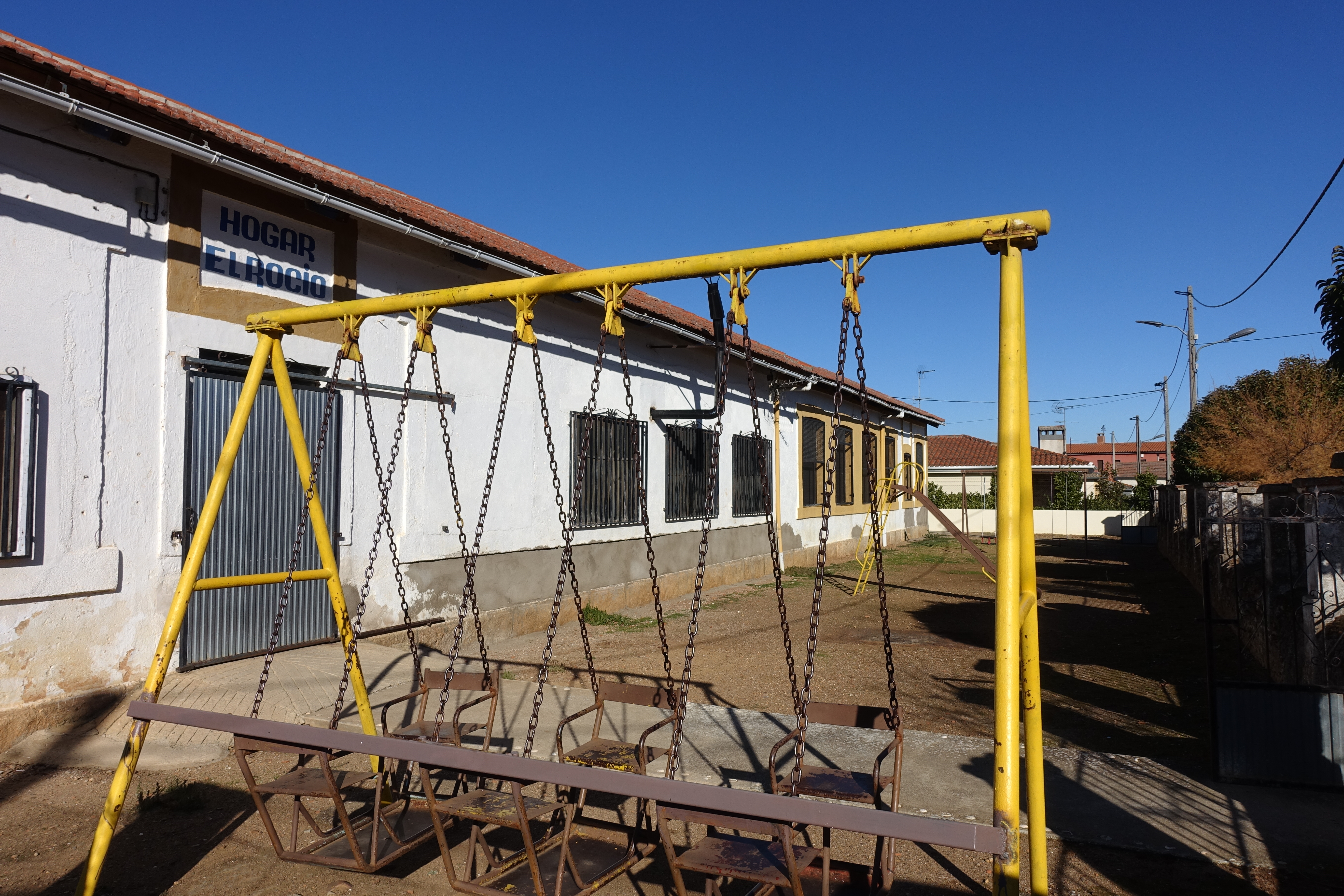
Antiguas escuelas.

Sepulcro-Hilario conformaba ya en la Baja Edad Media un señorío por concesión de la monarquía, perteneciendo, por tanto, a un noble, del que se desconoce su nombre pero debió ser importante a juzgar por los nombres de los predios como Las Cuadras, Las Tenerías, etc y el palacio que estuvo enclavado en los prados que todos conocemos como prados del palacio, detrás de las escuelas. Solo hemos conocido el empedrado de la puerta de entrada que se tapó al asfaltar la calle. Dicho palacio fue destruido por Fernando el Católico igual que otros muchos pertenecientes a aquellos nobles que apoyaron a Juana la Beltraneja en su guerra contra Isabel la Católica y que fueron más numerosos en el oeste español (en las regiones gallega, leonesa y extremeña), al suponer el proyecto juanista la unión con Portugal en lugar de con Aragón. Solo tenemos constancia en esta zona de la lucha con las tropas reales de Rodrigo de Maldonado, Señor de Monleón, que perdió la vida en la refriega y que por suerte su castillo no fue destruido, como era norma del rey después de someter por las armas a su insumiso propietario. El castillo aún se conserva habiendo sido rehabilitado recientemente.
Anteriormente este núcleo poblacional parece ser fue denominado "Colmenar Viejo", pero un suceso posterior motivó el cambio de nombre. Unos labradores descubrieron cerca del límite con Tamames un sepulcro que según una inscripción pertenecía al obispo Hilario, que dirigió a las tropas cristianas en la batalla de Monsagro (¿812?) contra los árabes de Almondhir el Omniada. Los huesos fueron trasladados a la iglesia del municipio y desde entonces es conocido como Sepulcro-Hilario. No está confirmada la existencia de ningún obispo Hilario, o al menos que fuera realmente obispo, ya que en aquella época la diócesis de Ciudad Rodrigo, a la que pertenece esta zona, ni siquiera existía.
Posteriormente, con la creación de las actuales provincias en 1833, Sepulcro-Hilario fue adscrito a la provincia de Salamanca y a la Región Leonesa.
La mayor parte del pueblo o al menos las mejores tierras pertenecieron al ducado de Gor siendo en el año 1856 su propietario D. Ramón Fernández de Córdoba, que sostuvo un larguísimo proceso de deslinde con los vecinos y ayuntamiento de Sepulcro-Hilario porque sus propiedades estaban confundidas con los terrenos del común de los vecinos. Era un momento crítico pues la aplicación de la ley de 1855 abocaba a su definitiva desaparición. El larguísimo expediente exigió del concurso de ingenieros y dictámenes jurídicos en las oficinas de fomento con la intervención en momentos decisivos del gobernador. Por parte de la casa Gor llevó el proceso su apoderado José Morales persona muy capacitada y con muy buenas relaciones. Era abogado y consejero por Salamanca cargo que dejó cuando subió al poder O'Donell. Una vez finalizado el Expediente en 1870 la casa Gor cobraba a los vecinos del pueblo 322 fanegas de trigo candeal. Abusejo le daba de renta 2000 pts. Además de en Sepulcro-Hilario la casa de Gor tenía las fincas de Canillas de Torneros, Gueribáñez, El Cubito y El Vecino, los condados de Canillas, Torrepalma, Lérida, Los Trujillos, Villavieja y el marquesado de Zarco del Valle.

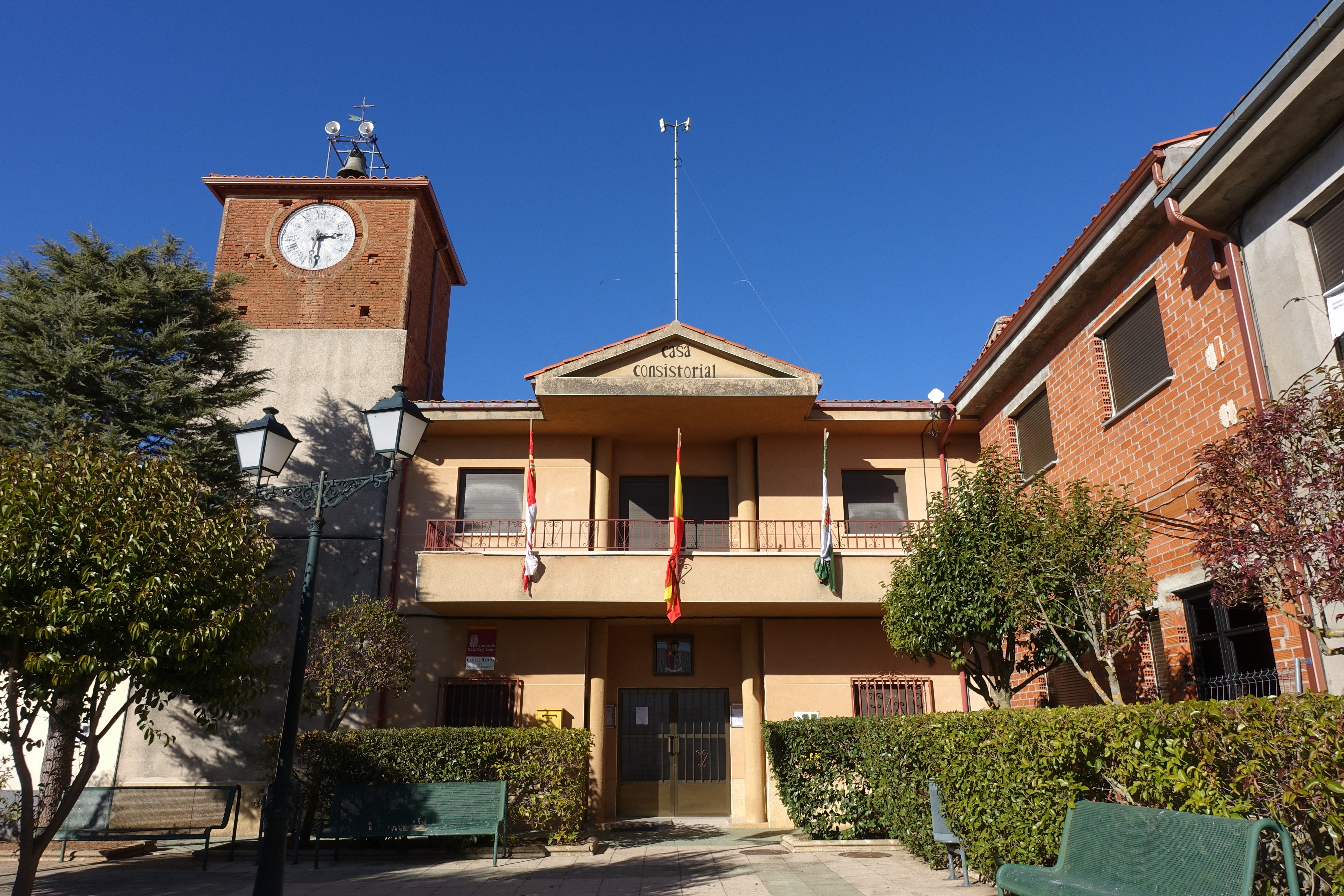
Casa consistorial.

El cinco de octubre de 1934, D. José Miguel Mota vecino de Aldehuela de Yeltes (Salamanca) vendió su parte de la dehesa del Cristo de la Laguna llamada el cuarto de arriba a los vecinos de Sepulcro-Hilario D. Tristán Castaño Martín, D. Emilio Hernández Carpio y D. Víctor García Hernández y cincuenta más ante D. Cándido Casanueva y Borjón abogado y Notario de los colegios de Madrid. Los compradores a los seis años no cumplen la obligación que contrajeron de pagar al vendedor el dinero estipulado y pierden el terrero comprado por documento firmado el 30 de abril de 1940.
A principios del siglo XX hubo una fuerte emigración hacia Argentina y Cuba principalmente. Por los años 60 la emigración se dirigió hacia Europa; Francia y Alemania. Por todo ello la despoblación ha sido importante, de más de mil habitantes hoy no llega a trescientos. Esta despoblación se ha debido a la mecanización del campo favorecida por la concentración parcelaria con la que se construyeron 64 kilómetros de caminos antes casi intransitables y más de treinta alcantarillas y vaderas. De las 23 467 parcelas que había se han reducido a menos de mil, además de evitar numerosos conflictos por lindes, desagües etc. Se ha elevado el nivel de vida de sus habitantes y se ha transformado el pueblo asfaltando las calles y construyendo jardines donde antes estaba la charca del Barrero el abrevadero del ganado de toda la vida que había quedado obsoleto.

## Geografía humana

### Demografía
Cuenta con una población de 157 habitantes (INE 2024).
| Gráfica de evolución demográfica de Sepulcro Hilario entre 1842 y 2021                                                |
| |
| Población de derecho según los censos de población del INE. Población de hecho según los censos de población del INE. |

Según el Instituto Nacional de Estadística, Sepulcro-Hilario tenía, a 31 de diciembre de 2018, una población total de 178 habitantes, de los cuales 111 eran hombres y 77 mujeres. Respecto al año 2000, el censo refleja 294 habitantes, de los cuales 152 eran hombres y 142 mujeres. Por lo tanto, la pérdida de población en el municipio para el periodo 2000-2018 ha sido de 116 habitantes, un 40% de descenso.

## Monumentos y lugares de interés

### Iglesia de San Pedro ad Vincula

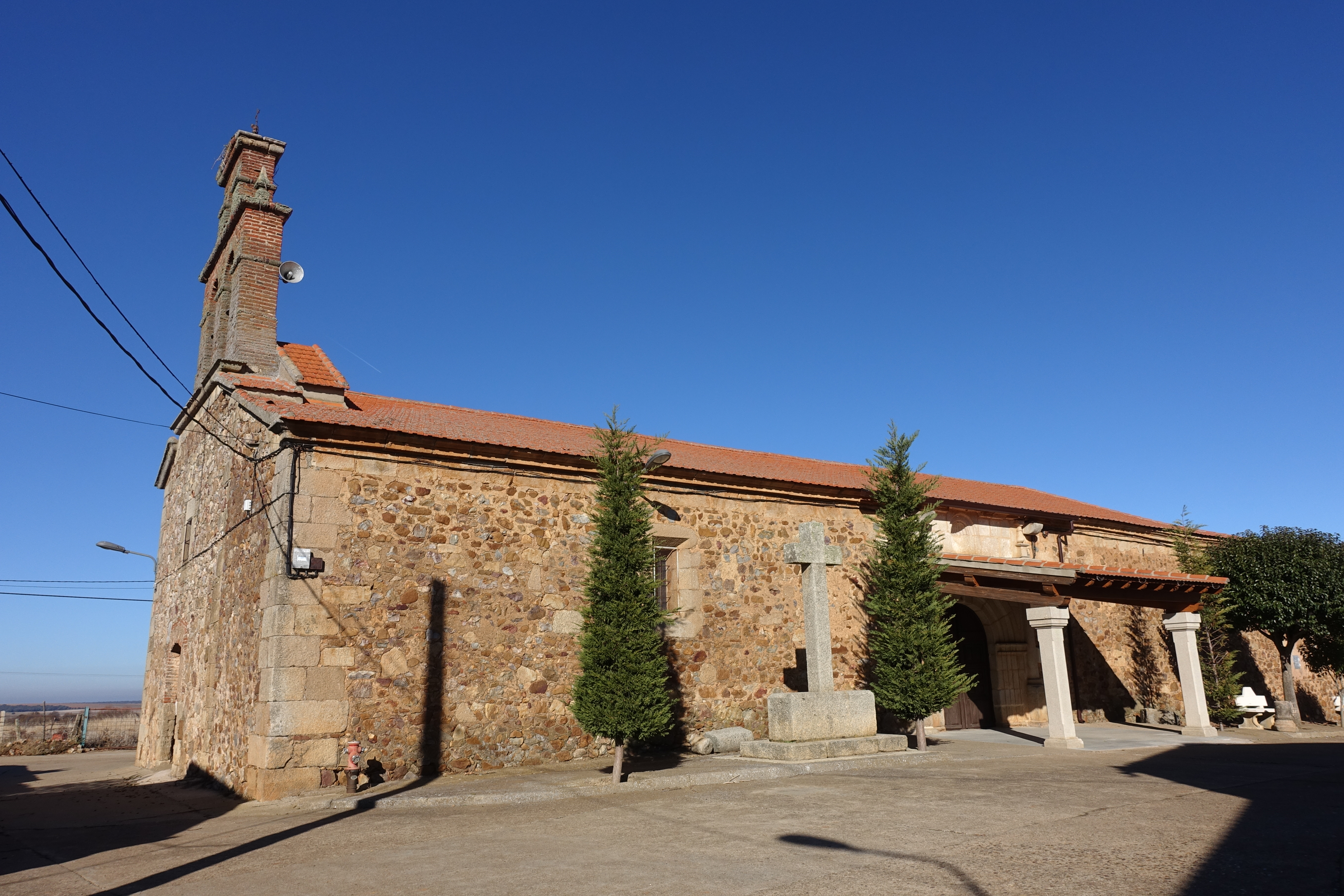
Iglesia de San Pedro ad Vincula.

De San Pedro de ad Vincula de Sepulcro-Hilario pertenece a la diócesis de Ciudad-Rodrigo. En su interior tiene dos naves, la central más amplia y la otra lateral derecha. Las dos naves están separadas por seis arcos sustentados por columnas octogonales sencillas es decir sin adornos. Según me han contado el proyecto original era de tres naves que hubiera quedado equilibrada pero la nave lateral izquierda no se pudo realizar porque se terminó el dinero. En su espacio se habilitó en antiguo cementerio en el que ahora se ha construido el tanatorio
El retablo mayor es de madera policromada de estilo renacentista. En el centro hay una imagen de San Pedro apóstol, sentado en la sede y su tiara. Una imagen en madera policromada muy bella del siglo XVII. Remata el retablo un calvario y sobre él el padre. En la base del retablo están esculpidos en madera los cuatro evangelistas. El sagrario de madera policromada tiene en la puerta un relieve de Cristo resucitado y a los lados dos figuras de San Pedro y San Pablo en madera policromada. El retablo se divide en cuadros donde actualmente y desde hace pocos años hay unas pinturas raras que sustituyeran a las imágenes que había.
Tiene una pila bautismal en piedra granítica colocada en la parte lateral y que antes estaba en la parte de atrás del templo. Tiene un coro muy amplio en la parte posterior donde yo recuerdo subía el coro a cantar los domingos y fiestas importantes que dirigía el sacristán, el señor Generoso, con la mano sin necesidad de batuta. Al lado del coro está la subida al campanario que remata la iglesia con una espadaña de ladrillo típica de la región con sus correspondientes campanas. Tiene una puerta lateral con un bonito pórtico de madera y otra debajo del coro como de emergencia empotrada en un arco de granito de medio punto. Las paredes son de piedra natural asentadas con cal, formando un conjunto igualitario y firme.

## Cultura

### Himno
(Pasodoble con música de la Dolores)
Rincón de España pueblo castizo
Sepulcro-Hilario con ilusión
te canto esta copla sencilla
que sale del corazón
Y te dedico, con toda el alma
las bravas notas de esta canción
Y al conjuro de tu nombre
siento una gran emoción
eres la envidia de la comarca
por la alegría y el buen humor
de todos los que son tus hijos
que siente el gran honor
de ser el pueblo más sandunguero
y más flamenco de la región
y Cabrillas y Abusejo
Saben que eres el mejor
RECITADO
Eres pueblo, no eres villa
pero tienes más solera
que Córdoba y que Sevilla
o Jerez de la Frontera
en Tamames y La Puebla
en Aldehuela y Castraz
todo el mundo está pendiente
de las fiestas de San Blas
ESTRIBILLO
en este pueblo castizo
siempre reina la alegría
y se canta por flamenco
mejor que en Andalucía
fandangos y soleares
milongas y bulerías
Si vas a Sepulcro-Hilario
por las fiestas de San Blas
Vas a pisar mucho barro
pero te divertirás
Aunque cojas un catarro
que ya se te curará...
Eres la cuna de Andrés Cavero
que es un artista fenomenal
Y no es menos el gran Préñalas
que no es digno de mentar
Y aquí nacieron Miguel Aguita
y Severiano el del Tomillar
Estos grandes personajes
fama y prestigio nos dan
RECITADO
Son tus hijos predilectos
que debemos respetar
y hacerles un homenaje
para premiar su lealtad.
ESTRIBILLO
En las fiestas de San Blas
te lo pasas de primera.
Nunca falta algún artista
que divierte a la clientela.
Unas veces es del pueblo
y otras veces es de fuera.

### Cantares antiguos
| Cuando paso por tu puerta, si no me dices adiós, ni las ánimas benditas pasan las penas que yo. Eres chiquita y bonita. Eres como yo te quiero. Eres la mejor naranja que ha traído el naranjero. Tus padres te están criando, como espiguita de trigo. Y yo te estoy esperando para casarme contigo. Cuando paso por tu puerta y no te veo salir, no puedes imaginarte lo que sufro yo por ti. | Buena moza buena moza, mira no presumas tanto, que también las buenas mozas se pueden quedar en blanco. En una cama de alambre duermen las dos hermanitas. Mucho me gusta la grande, pero quiero más a la chica. A los amos de esta casa le tenemos que advertir, si no nos sacan jamón, no nos sacan de aquí. Eres alta y delgadita, como junco de ribera. De las mozas que hay ahora, tú te llevas la bandera. | Caminito caminito. Cuántos paseos me debes. Ya me los irás pagando, con el tiempo, si Dios quiere. Dicen que no nos queremos, porque no nos ven hablar. A tu corazón y al mío se lo pueden preguntar. Aunque tus padres te metan debajo de unos ladrillos, de allí te he de sacar yo para casarme contigo. Aunque tus padres me den el morucho y el buey jardo, no me he de casar contigo por lo puerco de tu jato. | Desde aquí estoy mirando, la que tiene que ser mía, la que tiene que juntar su casita con la mía. Quisiera ser como un gato y subir por las paredes y entrar en tu habitación por ver el dormir que tienes. |

## Administración y política
| Partido político                         | 2019  | 2019  | 2019       | 2015  | 2015  | 2015       | 2011  | 2011  | 2011       | 2007  | 2007  | 2007       | 2003  | 2003  | 2003       |
| Partido político                         | %     | Votos | Concejales | %     | Votos | Concejales | %     | Votos | Concejales | %     | Votos | Concejales | %     | Votos | Concejales |
| Partido Popular (PP)                     | 52,34 | 67    | 4          | 62,12 | 82    | 4          | 67,86 | 114   | 4          | 55,50 | 111   | 4          | 44,68 | 84    | 2          |
| Partido Socialista Obrero Español (PSOE) | 44,53 | 57    | 1          | 31,82 | 42    | 1          | 23,81 | 40    | 1          | 43,50 | 87    | 1          | 54,79 | 193   | 4          |